# Ardisia perissa
Ardisia perissa är en viveväxtart som beskrevs av Benjamin Clemens Masterman Stone. Ardisia perissa ingår i släktet Ardisia och familjen viveväxter. Inga underarter finns listade i Catalogue of Life.